# أمين أسدي
أمين أسدي (بالفارسية: امین اسدی) هو لاعب كرة قدم إيراني في مركز الهجوم، ولد في 14 سبتمبر 1993 في طهران في إيران.

## وصلات خارجية
- أمين أسدي على موقع قاعدة بيانات كرة القدم.إي يو (الإنجليزية)
- أمين أسدي على موقع Soccerway.com (الإنجليزية)